# Skajlend
Skaylend (eng. Skyland) je CGI animirana serija napravljena u Francuskoj, sa partnerima u Kanadi i Luksemburgu za televizijske kanale France 2, Teletoon, NickToons Network, ABC, Toon Disney i CITV, u Srbiji je prikazana na Hepi kanalu 2010. godine. Serija je kreirana od strane Emmanuel Gorinstein, Alexandre de La Patellière, Mathieu Delaporte. Početak snimanja je počeo 26. novembra 2005. a zavrsio se 29. aprila 2007.
Serijal ima 2 sezone, sa ukupno 26. epizoda.

## Radnja
Zemlja je raspala na milione naseljenih lebdećih blokova, voda je postala ključan izvor. Svera je zla diktatura sastavljena od čuvara koji kontrolišu distribuciju vode i planiraju da zavladaju ljudskom vrstom. Čuvari su ljudska bića poznata kao Sejđini koji se rađaju sa natprirodnim moćima koje se aktiviraju uz pomoć sunčeve svetlosti, neki od Sejđina su napustili sveru i pridružili se pobunjenicima Gusarima u borbi protiv tiranije među njima se kasnije pridružuju i Milina deca Lena, mladi Sejđin i njen brat Mahad i oni jedini pretstavljaju nadu za slonodu.

## Spoljašnje veze
- Skajlend fansajt na francuskom
- Skajlend blog